# Aloe mollis
Aloe mollis é uma espécie de liliopsida do gênero Aloe, pertencente à família Asphodelaceae.